# Волант (Пенсилванија)
Волант (енгл. Volant) град је у америчкој савезној држави Пенсилванија.

## Демографија
По попису из 2010. године број становника је 168, што је 55 (48,7%) становника више него 2000. године.
| Група             | 2000.        | 2010.       |
| Белци             | 113 (100,0%) | 165 (98,2%) |
| Афроамериканци    | 0 (0,0%)     | 0 (0,0%)    |
| Азијати           | 0 (0,0%)     | 0 (0,0%)    |
| Хиспаноамериканци | 0 (0,0%)     | 2 (1,2%)    |
| Укупно            | 113          | 168         |